# 遠藤明範
遠藤 明範（えんどう あきのり、1959年 - ）は日本の脚本家、作家。神奈川県出身。同志社大学文学部心理学科卒業。旧ペンネームは遠藤明吾。
『機動戦士Ζガンダム』や『ミスター味っ子』のTVシリーズや、『銀河英雄伝説』や『創竜伝』のOVA作品、『ファイブスター物語』や『はじまりの冒険者たち レジェンド・オブ・クリスタニア』等の劇場版アニメといったアニメーション作品の脚本や原案を手がける。また『3×3 EYES』や『電脳都市OEDO808』、『攻殻機動隊』のノベライズや『成層圏ファイター』シリーズや『シャドーハンター』シリーズといったオリジナル作品も執筆している。近年は漫画原作も手がけている。

## 関連作品

### 脚本
1984年
超力ロボ ガラット（TVシリーズ）
1985年
機動戦士Ζガンダム（TVシリーズ）
蒼き流星SPTレイズナー（TVシリーズ）
1986年
機動戦士ガンダムΖΖ（TVシリーズ）
1987年
シティーハンター（TVシリーズ）
ミスター味っ子（TVシリーズ）
レリックアーマーLEGACIAM（OVA）
DEAD HEAT（OVA）
1988年
シティーハンター2（TVシリーズ）
銀河英雄伝説（OVA）
1989年
ファイブスター物語（劇場作品）
シティーハンター 愛と宿命のマグナム（劇場作品）
昆虫物語 みなしごハッチ （リメイク版）（TVシリーズ）
1990年
敵は海賊〜猫たちの饗宴〜（OVA）
電脳都市OEDO808（OVA）
1991年
創竜伝（OVA）
シティーハンター'91（TVシリーズ）
おれは直角（TVシリーズ）
機動戦士ガンダム0083 STARDUST MEMORY（OVA）
帝都物語（OVA）
3×3 EYES（OVA）
創竜伝（OVA）
魍魎戦記MADARA（OVA）
1992年
ハロー張りネズミ～殺意の領分～!!（OVA）
1993年
銃夢 GUNNM（OVA）
1995年
はじまりの冒険者たち レジェンド・オブ・クリスタニア（劇場作品）
1996年
シティーハンタースペシャル ザ・シークレット・サービス（TVスペシャル）
レジェンド・オブ・クリスタニア（OVA）
FAKE（OVA）
1997年
金田一少年の事件簿（TVシリーズ）
2000年
犬夜叉（TVシリーズ）
2002年
機動戦士ガンダムSEED（TVシリーズ）
2007年
MOONLIGHT MILE（TVシリーズ）

## 原案
1990年
ウルトラマンG 原題:ULTRAMAN TOWARDS THE FUTURE
ウルトラマンG ゴーデスの逆襲
ウルトラマンG 怪獣撃滅作戦

### 小説
1986年
機動戦士Ζガンダム フォウ・ストーリー（処女作で雑誌付録）
1986年
機動戦士ガンダムΖΖ
1987年
舞い降りた天使
1988年
成層圏ファイター
逃走のエデン
1989年
成層圏ファイター 2 ライブラ救助指令
成層圏ファイター
耐熱装甲レガシアム 塔の戦士
海洋戦闘ダイバード 1
成層圏ファイター 3 バジリスク大包囲網
電脳都市OEDO808 1 反逆の孤狼
1990年
電脳都市OEDO808 2 華麗なる堕天使
ケンタウロスの傭兵
電脳都市OEDO808 3 魔眼の闘士
タイタンの謀略
海洋戦闘ダイバード 2
1991年
パンドラの要塞
1992年
シャドーハンター 1
シャドーハンター 2
1993年
海洋戦闘ダイバード 3
1994年
特殊救難隊出動せよ
1995年
3×3 EYES 聖魔伝説
攻殻機動隊 灼熱の都市
1996年
3×3 EYES 封魔外伝
1997年
3×3 EYES 幻魔漂流
1998年
攻殻機動隊2 STAR SEED
2001年
真ゲッターロボ対ネオゲッターロボ 上
真ゲッターロボ対ネオゲッターロボ 下
真牡丹燈篭
機動戦士Ζガンダム フォウ・ストーリー（雑誌付録だった処女作に、加筆修正を加えた形で刊行）
真怪談累ヶ淵

### 漫画原作
2009年
幕末めだか組（作画：神宮寺一 『月刊少年マガジン』（講談社）2009年6月号 - 2010年12月号 幕末を舞台に新しい時代に向かう若者を描く青春漫画）